# 德羅普尼爾

自增的德羅普尼爾

德羅普尼爾（Draupnir，在英文裡為 The Dropper），意為「滴落者」。
這是侏儒辛德里和布洛克兄弟於希芙之髮事件中，做出來獻給奧丁的戒指（或手鐲）。它的神奇在於每隔九天就會生出一模一樣的八個戒指。同時被製造出的另外兩個禮物為古林博斯帝和雷神之鎚。
當弗雷追求女巨人葛德時，德羅普尼爾被侍從史基尼爾帶去當成求婚的禮物。當奧丁之子巴德爾死亡時，奧丁將德羅普尼爾當作送葬禮物焚化了。當赫爾莫德到死之國找到巴德爾時，又將它帶了回來。